# 喬氏鱂
喬氏鱂，俗稱美國旗魚，為輻鰭魚綱鯉齒目鯉齒鱂科的其中一種。

## 分布
本魚分布於美國佛羅里達州的溪流、水塘及湖泊中。

## 特徵
本魚體型粗壯，體色為藍綠色，魚體上遍布藍綠交錯的排狀藍綠色和紅色斑點。在背鰭下方的側腹上有深色斑紋，而這種斑紋在雌魚身上更明顯；雌魚的背鰭後部有一深色斑塊。體長約6公分。

## 生態
本魚喜棲息在水草密佈的河湖或池塘中，屬雜食，性情溫，以植物、蠕蟲、甲殼動物等為食。

## 經濟利用
為體色鮮艷的觀賞魚。